# Senati FBC
El Senati Foot Ball Club, mayormente conocido como Senati FBC fue un club de fútbol peruano del distrito de Sachaca de la ciudad de Arequipa, Departamento de Arequipa. Participó en la Copa Perú por última vez el 2012.

## Historia
Senati FBC es de los clubes con mayor tradición en la ciudad de Sachaca Arequipa, Perú, el club llegó en tres ocasiones a la Etapa Nacional de la Copa Perú, además en el año 2006 el Senati FBC fue recordado por sus encuentros ante Total Clean en etapas distritales, regionales y hasta Nacionales.
En la Copa Perú de 2004, el club clasificado a la Etapa Nacional, pero fue eliminado por el Deportivo Municipal de Lima en las semifinales por un resultado global de 8-3, luego Senati FBC tuvo un partido extra con el Deportivo Municipal nuevamente y fue derrotado por 3-1 .
En la Copa Perú de 2005, el club clasificado a la Etapa Nacional, pero fue eliminado por el José Gálvez FBC de Chimbote en la final por un resultado final de 4-6 a favor de José Gálvez FBC.
En la Copa Perú de 2006, el club clasificado a la Etapa Nacional, pero fue eliminado por el Total Clean de Arequipa en los cuartos de final, previamente ambas escuadras disputaron la Final Regional en este mismo Torneo.
El club se retiró del torneo de la Liga de Sachaca 2012 perdiendo la categoría.

## Palmarés

### Torneos nacionales
| Competición nacional | Títulos | Subcampeonatos |
| -------------------- | ------- | -------------- |
| Copa Perú (0/1)      |         | 2005           |

### Torneos regionales
| Competición regional                 | Títulos           | Subcampeonatos |
| ------------------------------------ | ----------------- | -------------- |
| Etapa Regional - Región VIII (1/2)   | 2005.             | 2004, 2006.    |
| Liga Departamental de Arequipa (3/1) | 1998, 2004, 2005. | 2006.          |